# Attentat de Kocha Risaldar
L'attentat de Kocha Risaldar désigne une fusillade et un attentat-suicide s'étant produits à proximité et à l'intérieur de la mosquée Imam Bargah de Peshawar au Pakistan, le 4 mars 2022.
L'attentat, ciblant spécifiquement des civils chiites duodécimains, est rapidement revendiqué par l'État islamique. Avec 63 morts et 194 blessés, il constitue au moment de sa perpétuation, l'attaque terroriste la plus dévastatrice commise dans le pays depuis l'Attentat de Mastung et Bannu, également revendiquée par l'État islamique, ayant frappé une réunion électorale du Parti baloutche Awami à Mastung, le 13 juillet 2018 (149 morts et 186 blessés).

## Contexte
Le chiisme au Pakistan représente entre 10 et 15 % de la population, en majorité partisans du chiisme duodécimain, très peu apprécié par de nombreux Pakistanais sunnites à cause de leur doctrine (Aqidah).
Depuis plusieurs décennies au Pakistan, de lourds contentieux existent entre les musulmans sunnites et les chiites. Des factions djihadistes comme l'État islamique au Khorassan ou encore Jundullah, ont perpétré des attentats contre des cibles chiites, notamment une attaque contre mosquée à Shikarpur le 30 janvier 2015.
L'Iran déploie aussi son influence pour recruter des Pakistanais chiites pour combattre en Syrie au sein de la Liwa Zainebiyoun. Les services de renseignements iraniens ont réussi à infiltrer le Pakistan grâce à des cellules militantes, que ça soit pour le renseignement, le recrutement ou le prosélytisme religieux.

## Déroulement
La cible de l'attentat est la mosquée Imam Bargah située sur la Kocha Risaldar, une ruelle étroite se trouvant à proximité du quartier historique de Qissa Khwani Bazaar (en) à Peshawar,,. Le bâtiment est placé sous protection policière en raison de sa fréquentation par des chiites duodécimains, une communauté qui fait régulièrement l'objet d'attaques meurtrières dans le pays.
L'attentat débute à 12 h 55 heure normale du Pakistan (UTC+5) lorsqu'un homme vêtu de noir et armé d'un pistolet est déposé près la mosquée par deux complices se déplaçant en rickshaw motorisé,,.
L'homme poursuit son trajet jusqu'à la mosquée à pied et ne tarde pas à ouvrir le feu sur les deux policiers postés à l'extérieur de l'édifice. L'échange de coups de feu laisse un policier mort, l'autre policier, grièvement blessé, décédera de ses blessures. L'assaillant indemne, poursuivra son chemin,,,.
Une caméra de vidéosurveillance du couloir menant à la salle de prière le montre en train de courir pistolet au poing. À 13:07:15, elle montre l'assaillant en train de tirer à bout portant sur un autre homme, qui s'effondre aussitôt.
À 13:07:17, elle montre le terroriste entrer dans la salle de prière. Et à 13:07:28, elle montre le souffle de l'explosion balayer le couloir.
L'explosion s'est produite lorsque le terroriste a atteint le minbar selon un témoin et lorsqu'il a atteint la troisième rangée de prieurs selon Moazzam Jah Ansari (en), l'inspecteur général de la police du Khyber Pakhtunkhwa.
Selon la police, la ceinture du terroriste comportait une charge de 5 kilogrammes d'explosifs ainsi qu'un système d'une centaine de roulements à billes pour maximiser les dégâts autour de l'explosion, ce qu'on appelle communément l'effet Shrapnel.

## Victimes
Un premier bilan établi par l'hôpital Lady Reading (en) fait état d'au moins 30 morts et 56 blessés. Ces nombres sont dans revus à la hausse par la police pakistanaise qui parle de 45 morts et 65 blessés, puis par l'hôpital Lady Reading lui-même dont le porte-parole Muhammad Asim Khan indique à l'AFP qu'« au total, 56 personnes sont mortes et 194 blessées. Les blessés incluent 50 patients dans un état critique ».
L'imam de la mosquée, Irshad Khalili, est décédé dans l'attentat.
Selon un nouveau rapport publié par la police pakistanaise, le bilan de l'attaque est monté a plus de 63 personnes tuées, dont l'assaillant. Le bilan risque encore de s'alourdir compte tenu des  personnes encore blessé critiquement.

## Responsabilité
L'État islamique au Khorassan revendique l'attaque la soirée du 4 au 5 mars 2022. Selon l'organisation, l'attaque a été mené par un homme nommé Djoulaïbib al-Kabouli.
Le groupe accuse les forces militaires pakistanaises et les talibans de défendre la minorité chiite duodecimaine accusé par l'État islamique d'hérésie et de mécréance. Le groupe affirme avoir tué 50 personnes et blessés au moins 200 personnes avec divers degrés de blessures, sous entendant que le bilan risquera de s'alourdir. Voici la déclaration complète :
« Des dizaines de chiites ont été tués et blessés dans un attentat-suicide majeur qui a frappé leur temple au Pakistan.
Des sources sécuritaires ont indiqué à l'agence de presse "Amaq" qu'un combattant de l'État islamique a réussi aujourd'hui, vendredi, à prendre d'assaut un temple chiite dans la ville de Peshawar, au nord-ouest du Pakistan, après avoir abattu deux membres de la police pakistanaise qui gardaient le temple, tuant l'un d'eux et blessant l'autre. 
Les sources ont ajouté que le martyr "Djoulaïbib al-Kabouli" s'est interposé au milieu des masses chiites à l'intérieur de leur temple, et a fait exploser une ceinture hautement explosive, tuant au moins 50 chiites et en blessant plus de 200 autres avec des divers degrés de blessures, et donc des possibilités d'augmentation du nombre de décès.
Les combattants de l’État islamique ciblent constamment les chiites vivant au Pakistan et en Afghanistan, malgré les mesures sécuritaires intensives imposées par les milices talibanes et la police pakistanaise pour sécuriser les temples et les centres chiites ».
Selon Evan Kohlmann (en), la nisbah du terroriste (i.e. al-Kabouli) indique qu'il est très probablement de nationalité afghane, ce qui est confirmé dans un second temps par les autorités du Pakistan, qui affirment qu'il a émigré dans le pays avec sa famille des décennies auparavant. Il serait néanmoins retourné un temps en Afghanistan pour y subir un entrainement militaire. C'est durant cette période que ses parents ont signalé sa disparition à la police et émis des soupçons quant au fait qu'il ait pu rejoindre Daech.

## Suite
Le mardi 8 mars, la branche afghane de l'État islamique a revendiqué une nouvelle attaque au Baloutchistan.
Lors de la visite du président de la République Pakistanais Arif Alvi, près de Sibi au Baloutchistan, un combattant de l'État islamique a fait exploser sa charge explosive au milieu d'un rassemblement de militaires et d'officiel pakistanais. Au moins six militaires ont perdu la vie, et  vingt-deux autres ont été blessés,.